# Agametrus labratus
Agametrus labratus är en skalbaggsart som beskrevs av Sharp 1882. Agametrus labratus ingår i släktet Agametrus och familjen dykare. Inga underarter finns listade i Catalogue of Life.